# José Manuel del Río Virgen
José Manuel del Río Virgen (Córdoba, Veracruz de Ignacio de la Llave, 8 de enero de 1954) es un académico, economista y político mexicano. Fue 2 veces diputado federal en la LVIII Legislatura desde 2000 hasta septiembre de 2003 y en la LX Legislatura desde 2006 a 2009, luego entre 2004 hasta 2006, fue presidente municipal electo por el municipio de Tecolutla. Ha desempeñado varios cargos en la Administración Pública Federal. Miembro fundador de Convergencia (actualmente Movimiento Ciudadano), es miembro activo desde 1981 del Colegio Nacional de Economistas y de la Academia de Mercado de Dinero y Capitales del Instituto Politécnico Nacional (IPN) desde 1998. El 1 de septiembre de 2018 se desempeña como Secretario Técnico de la Junta de Coordinación política (JUCOPO) en el Senado de la República.

## Estudios
Licenciado, egresado de la Escuela Superior de Economía del Instituto Politécnico Nacional, Maestro en Ciencias Administrativas, y Doctor en Ciencias de la Administración y de la Educación. 
Se le otorgó la medalla de oro Lázaro Cárdenas, que es el máximo reconocimiento existente en la comunidad del Instituto Politécnico Nacional de México. Se premia a la excelencia en el estudio.
Además de su desempeño profesional, es autor de diversos libros, dentro de los cuales destacan: "Los Economistas en las Finanzas Públicas" y "Competencia Económica. Un Modelo Institucional" editado por la H. Cámara de Diputados.

## Trayectoria política
Del 2000 al 2003 fue Diputado Federal en la LVIII Legislatura; en 2004 participó como candidato a Presidente Municipal de Tecolutla, Veracruz y fue elegido para tal cargo de 2005 a 2007; en 2006 solicitó licencia para ser candidato a Diputado Federal por el Distrito VI en Veracruz y elegido de 2006 a 2009 en la LX Legislatura en la que se desempeñó como Presidente de la Comisión de Marina y Secretario de la Mesa Directiva de la Honorable Cámara de Diputados. 
Dentro de Movimiento Ciudadano, del 2011 a 2018, fue designado como Presidente del Consejo Nacional.

## Experiencia laboral
Ha ocupado diversos puestos en el gobierno:
| Año                             | Institución                                                     | Cargo |
| ------------------------------- | --------------------------------------------------------------- | --- |
| 1979                            | Poder Judicial de la Federación                                 | Secretario de finanzas del Sindicato Nacional de Trabajadores                                                                                           |
| 1982                            | Secretaría de Pesca                                             | Director de Proyectos Financieros en la Dirección General de Administración                                                                             |
| 1983 a 1988                     | ISSSTE "Subdirección de Capacitación y Servicios Educativos"    | Coordinador Administrativo y Jefe de Servicios de Evaluación                                                                                            |
| 1986 a 1989                     | ISSSTE                                                          | Coordinador de Finanzas del Programa de Desarrollo Comunitario con la Participación de la Mujer                                                         |
|                                 | Instituto Nacional del Consumidor                               | Coordinador corporativo de capacitación en la Gerencia de Capacitación y Desarrollo Institucional                                                       |
| 1989                            | DICONSA                                                         | Subgerente corporativo de Recursos Humanos y Subgerente corporativo de Normatividad y Evaluación del Sistema de Capacitación y Desarrollo Institucional |
|                                 | Instituto Nacional del Consumidor                               | Subdirector de extensión y promoción |
|                                 | Ruta 100                                                        | Subgerente de administración y finanzas y Gerente de operación modular                                                                                  |
|                                 | Federación de Sindicatos de Trabajadores al Servicio del Estado | Director general de Administración |
|                                 | Coordinador de asesores                                         | ISSSTE |
| 1998                            | Convergencia                                                    | Coordinador Nacional de Atención Ciudadana |
| 1999                            | Convergencia en el Estado de México                             | Secretario General del CDE |
| 1999                            | Junta Local del Instituto Federal Electoral en el D.F.          | Representante propietario |
| 2001                            | Convergencia                                                    | Coordinador territorial del CEN |
|                                 | Instituto Federal Electoral                                     | Representante ante la Comisión Nacional de Vigilancia                                                                                                   |
|                                 | Registro Federal de Electores                                   | Secretario de Estructura Territorial, Secretario General y Titular de la Comisión Nacional de Vigilancia                                                |
|                                 | Colegios de Bachilleres del Estado de Puebla.                   | Director general |
|                                 | CEN de Convergencia en el Estado de Veracruz                    | Delegado general |
| 2011 a 2014 reelecto hasta 2018 | Movimiento Ciudadano                                            | Presidente del Consejo Nacional |